# Androceu

Partes da flor.

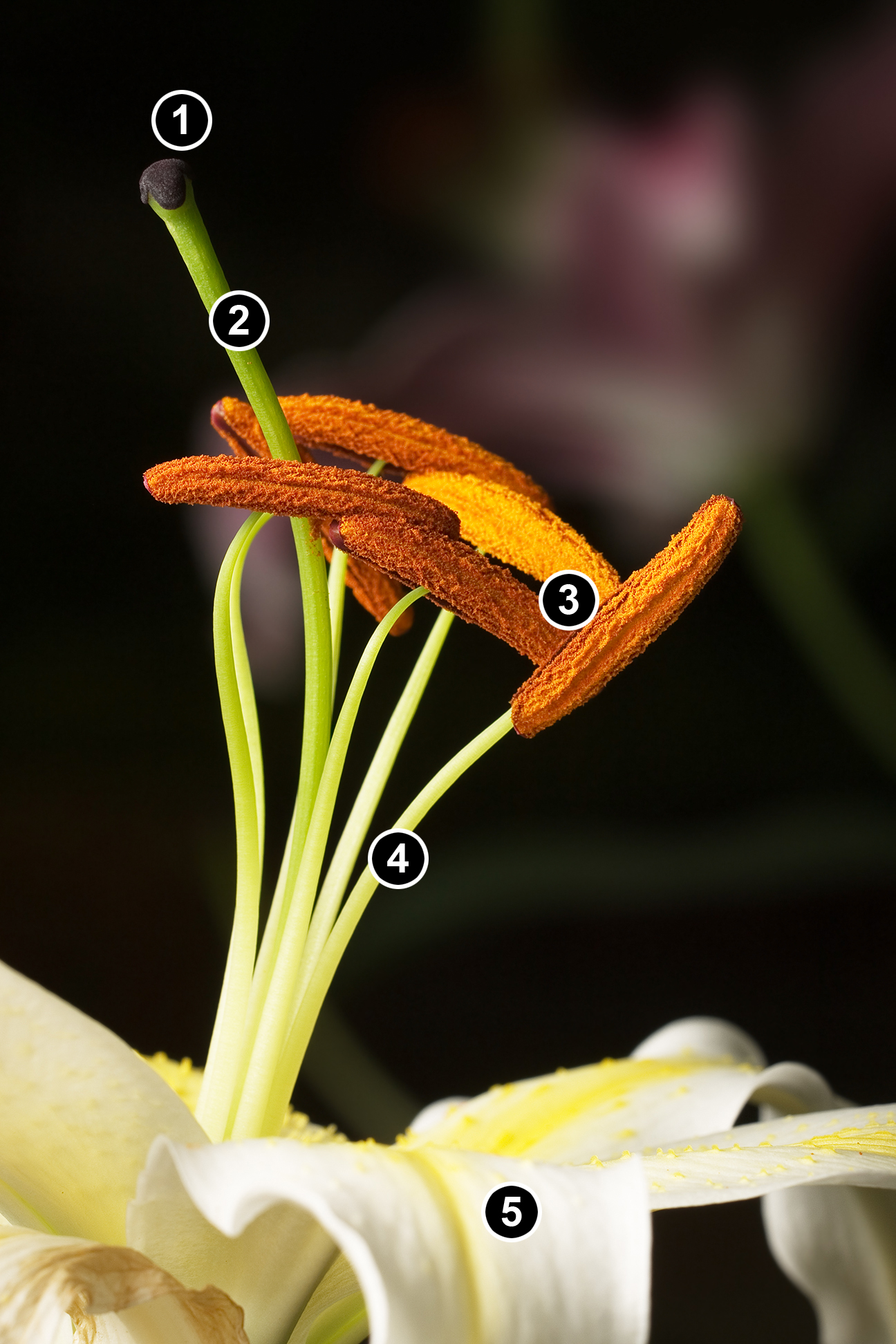
Lilium longiflorum. 1. Estigma, 2. Estilete, 3. Estame, 4. Filamento (ou filete), 5. Tépala.

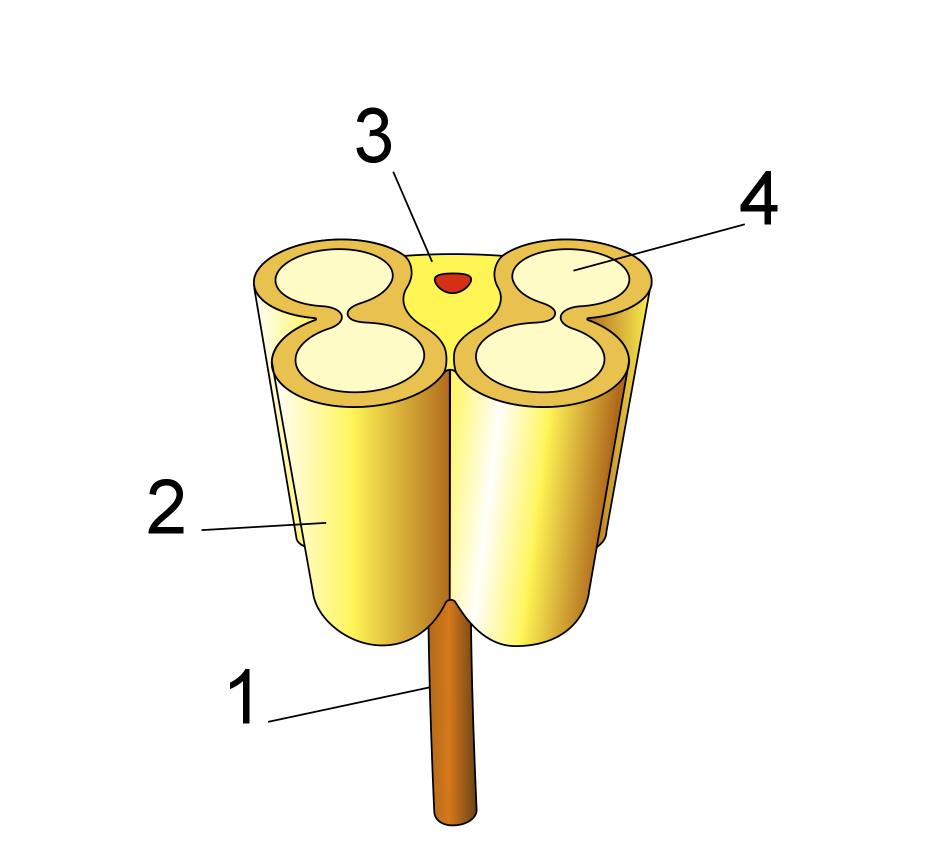
Diagrama de uma antera em secção transversal. 1: Filamento; 2: Teca; 3: Conectivo (os vasos condutores em vermelho); 4: Saco polínico (também conhecido por esporângio).

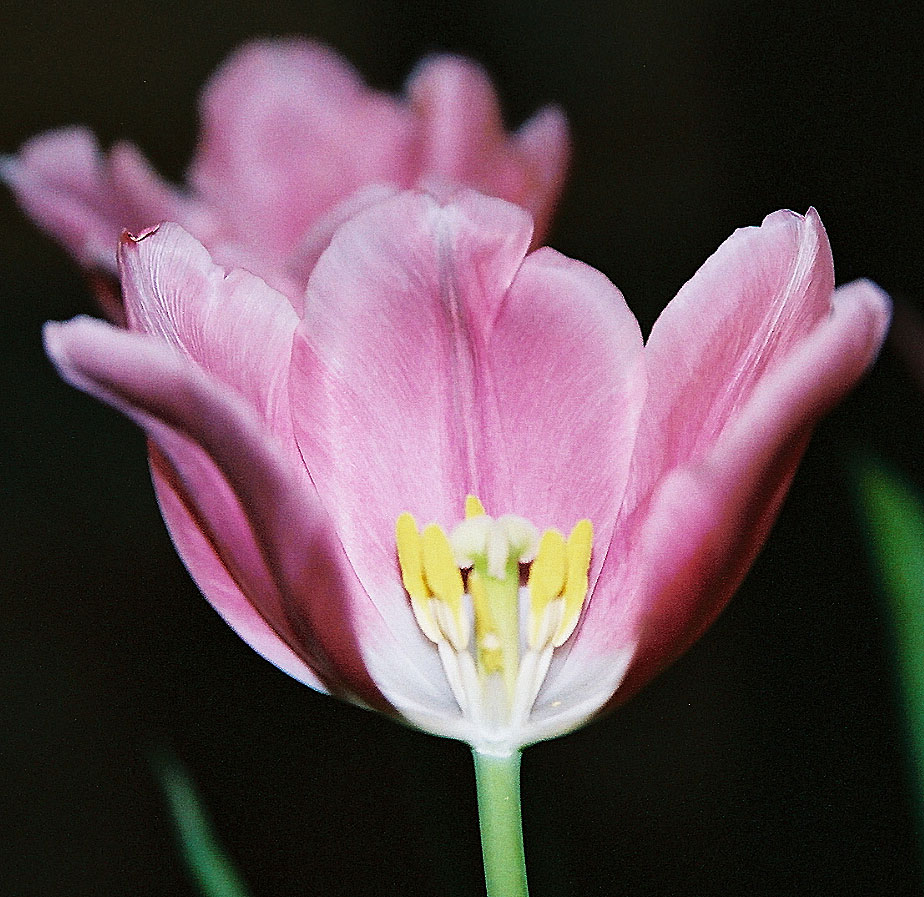
Tulipa cortada, evidenciando o androceu, a estrutura de cor amarela.

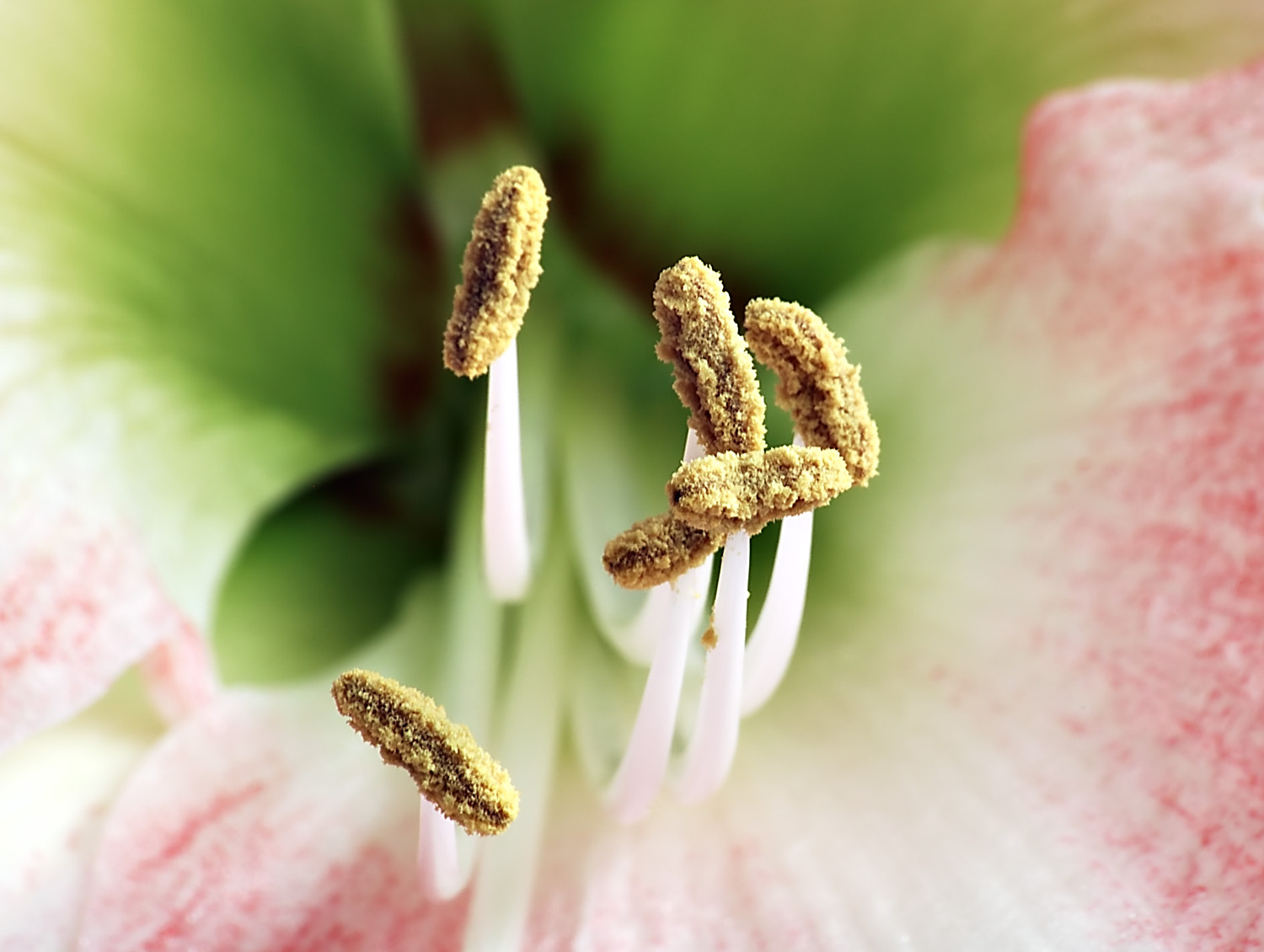
Flor de Hippeastrum, onde se distinguem claramente as anteras na extremidade de cada estame.

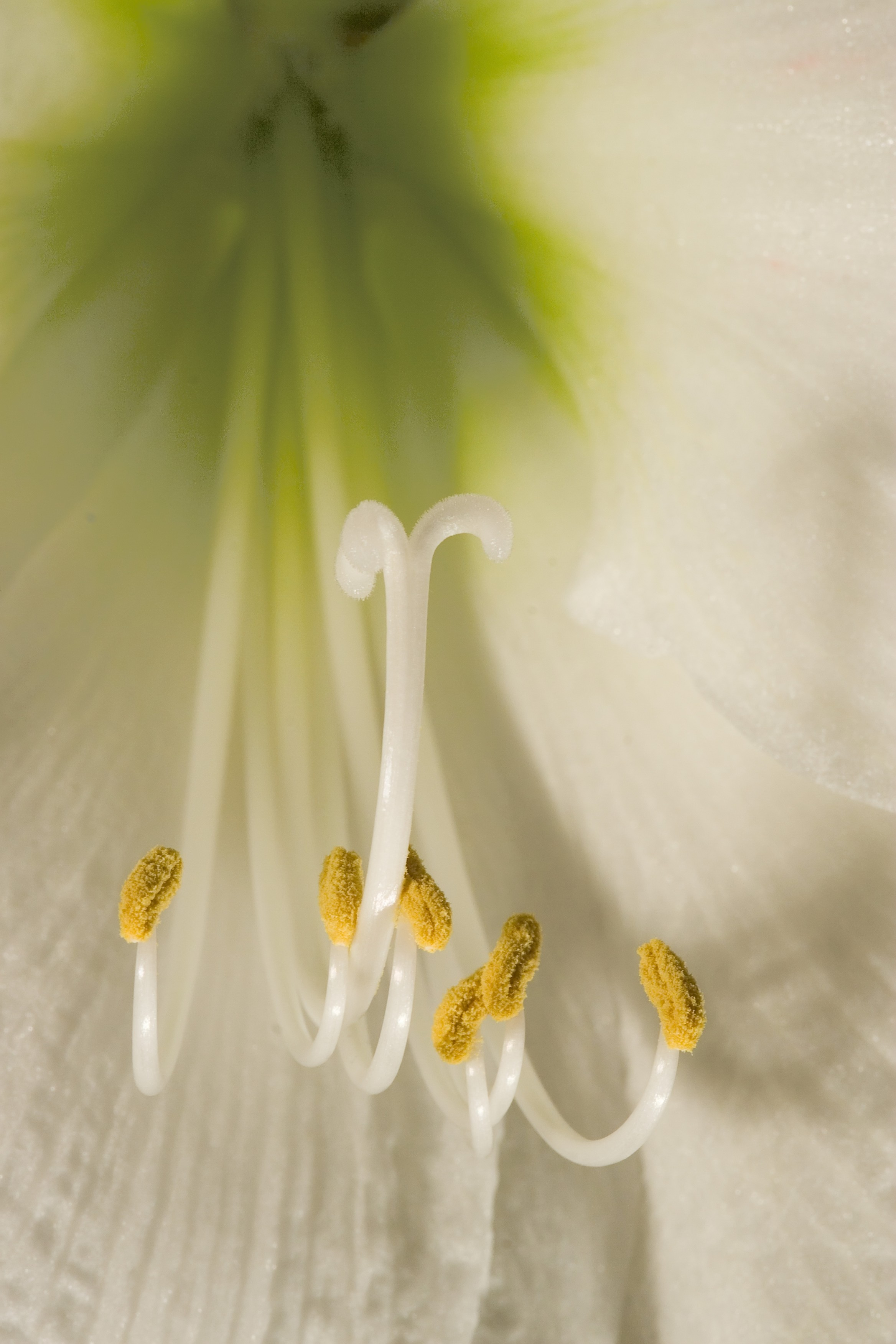
Em primeiro plano, estames carregados de pólen que juntos formam o androceu. A parte trífida direcionada para cima é, em vez disso, a parte terminal do gineceu, a parte feminina da planta.

Androceu (do grego ἀνδρός, andros, 'homem', e οἰκίον, oikos, 'casa', através do latim androecium) é a designação dada em botânica ao conjunto dos órgãos reprodutores masculinos de uma flor, assim considerados aqueles que têm a função de produzir o pólen. O principal elemento constitutivo do androceu é o estame, uma folha modificada especificamente para a função reprodutiva, em geral inserto no terceiro (e penúltimo) verticilo da flor.

## Descrição
O androceu, em conjunto com o gineceu, o órgão reprodutor feminino (centrado no pistilo), formam os verticilos reprodutores de uma flor. Além do androceu e do gineceu, a flor é constituída por pedúnculo, receptáculo, sépalas e pétalas.
O sistema reprodutor masculino das flores, formado por vários estames, tem como função a geração dos gametófitos masculinos, os grãos de pólen, num processo designado por microsporogénese ou gametogénese masculina. Este processo ocorre nas células da parede interna da antera, onde se localizam as células-mãe do pólen. Nessa estrutura, os microsporângios são delimitados por uma camada celular de exotélio e endotélio, entre as quais existe o tapete, cujas células são as nutridoras das células-mãe do pólen.
Os estames estéreis, incapazes de produzir pólen, que ocorrem em múltiplas espécies, são designados por estaminódios.

### Estrutura do androceu
O termo androceu (por vezes usado na sua versão latina androecium) é o nome que recebem coletivamente os estames, os órgãos reprodutivos masculinos da flor. Um estame é formado por uma estrutura geralmente alongada e fina chamada filamento, em cuja extremidade se insere uma estruturas alargada conhecida como antera. Esta estrutura é a parte fértil do órgão, no interior da qual se localizam os microsporângios (os sacos polínicos) onde ocorre a microsporogénese e são produzidos os grãos de pólen (os microgametófitos) que contêm os espermatozoides ou gâmetas masculinos da planta.
Embora existam variações morfológicas assinaláveis, o androceu é constituído pelo conjunto dos estames, sendo que cada estame é constitído, embora existam exceções, por estruturas típicas, nomeadamente:
- o filamento, ou filete, a parte alongada que liga a estrutura do estame ao eixo floral;
- o conjunto das anteras, inseridas na extremidade distal do filamento;
- o conectivo, um tecido conjuntivo que entreliga as anteras e estas com o filamento.

Alguns agrupamentos taxonómicos apresentam variações em relação a este padrão geral, com a presença de apêndices vários no androceu, ou a existência de estames estéreis, os estaminódios. Uma notável modificação é a fusão entre o androceu e o gineceu, comum nas orquídeas, formando a coluna ou ginostémio, uma estrutura fortemente modificada em relação ao androceu típico. Outras adaptações envolvem a formação de inflorescências onde as flores ocorrem fortemente modificadas e partilhando uma estrutura reprodutiva comum, como é o caso dos espádices e dos capítulos (entre outros tipos de inflorescência com flores diferenciadas consoante a sua posição na estrutura).
Estames
Os estames, e principalmente as anteras, são órgãos complexos de vida muito curta, apresentando uma enorme diversidade morfológica e funcional. Os estames individuais podem ser separados uns dos outros e de outras partes florais, ou ser fundidos com a corola, entre si, ou ambos. Nas leguminosas, por exemplo, os estames são fundidos entre si, mas não com a corola. Por vezes, os estames e gineceu são fundidos num ginostémio e dão origem a um complicado mecanismo de polinização, como ocorre nas famílias Orchidaceae e Asclepiadaceae.
Os estames, portanto, são folhas altamente modificadas formadas por um pé que se encaixa no receptáculo da flor, chamado filamento (ou filete), e uma porção distal chamada antera. O filamento é a parte estéril do estame, pode ser muito longo, curto ou ausente, neste caso as anteras são chamadas de sésseis. Geralmente é filiforme, mas pode ser espesso, até mesmo petalóide, e pode ser provido de apêndices. A antera é a parte fértil do estame e geralmente consiste em duas partes distintas e contíguas, chamadas tecas, unidas por uma zona chamada conectivo, que também é onde a antera se liga ao filamento. Geralmente é formado por duas tecas, ou às vezes por apenas uma, como nas Malvaceae e Cannaceae, ou por três no caso de Megatritheca (Sterculiaceae). Quando a antera é dissecada perpendicularmente ao longo de seu eixo, observa-se que cada antera contém um ou dois sacos polínicos estendendo-se por todo o seu comprimento.
Constituindo um dos verticilos da flor, o androceu circunda o seu equivalente feminino, o gineceu (formado pelos pistilos), localizando-se dentro do perianto (formado pelas pétalas e sépalas). A única exceção são alguns membros da família Triuridaceae, especialmente Lacandonia schismatica, uma espécie em que o gineceu envolve o androceu.
Os estames são formados por um filamento que na sua extremidade superior sustenta a antera, o órgão produtor do pólen. O filamento pode estar ausente, sendo nesse caso a antera séssil. Uma antera típica é formada por quatro microsporângios, tecido conjuntivo e feixe vascular. A antera geralmente apresenta dois lóbulos ou tecas, (bilobular ou diteca). Cada lobo é formado por dois microsporângios, cuja deiscência depende da estrutura.
Após a maturação dos grãos de pólen, ocorre a chamada deiscência, ou seja, a abertura da antera de onde o pólen é libertado. O tecido responsável é chamado endotécio. Se a abertura ocorrer em toda a extensão do septo que separa os sacos polínicos, a deiscência ocorre longitudinalmente, que é o caso mais frequente. Em outros casos, o endotécio é localizado em áreas limitadas que se erguem como válvulas ou portas: na deiscência poricida (como nas Solanaceae) onde não há endotécio, ocorre a destruição do tecido na ápice da antera, formando assim os poros por onde sai o pólen.
A deiscência pode correr ao longo de cada par de microsporângios, cujo septo se desintegra para permitir a libertação do pólen. Em algumas famílias há apenas um lobo, sendo nesse caso a antera monoteca, como no género Hibiscus (Malvaceae). Em outros casos é reduzido a um microsporângio por lobo, como na lentilha-de-água (Wolffia, Lemnaceae). Por vezes, a estrutura da antera varia dentro da mesma família, como ocorre nas Acanthaceae, que contém espécies que apresentam anteras ditecas e monotecas.
Muitas vezes as flores apresentam um perianto reduzido e os estames são longos e vistosos. Nestes casos a função de atração dos polinizadores é desempenhada pelo androceu. Este tipo de flores costuma dispor-se em inflorescências que pela sua forma se assemelham a pincéis, como por exemplo em algumas leguminosas (Inga uruguensis e Acacia caven) e nas Myrtaceae (Callistemon rigidus).
Estaminódios
Quando a antera aborta e não produz pólen, designa-se por estaminódio. Os estaminódios são os estames estéreis que normalmente aparecem em flores de espécies que apresentam essa característica. A sua função é variada e pode estar relacionada com a produção do néctar ou com a função atrativa que as pétalas costumam ter.

### Tipos de androceu
A grande variabilidade morfológica do androceu levou ao desenvolvimento de uma complexa nomenclatura classificativa para o órgão e para as suas partes constitutivas. Esta variabilidade morfológica, com significado taxonómico e filogenético, ocasionou uma nomenclatura distinta para o androceu, em função da dimensão e disposição dos estames, e, em particular para as anteras, classificadas quanto à sua inserção, morfologia e forma de deiscência.
A classificação mais comum é aquela que leva em consideração o grau de fusão dos estames: quando os estames são todos livres, o androceu é designado por androceu dialistémone; quando os estames são todos fundidos, o androceu é designado por androceu gamostémone.
O número de estames em cada flor é altamente variável. Algumas espécies da família Euphorbiaceae têm flores com apenas um estame (as chamadas flores monândricas), as Oleaceae têm dois estames (flores diândricas), enquanto as Myrtaceae apresentam numerosos estames (tendo por isso flores poliândricas). O número de estames pode ou não ser igual ao número de pétalas. Assim, diz-se que a flor é isostémone (ou haplostémone) se tiver o mesmo número de estames e pétalas (como pode ser observado nas Liliaceae e Amaryllidaceae) ; anisostémone se a quantidade de pétalas for diferente da quantidade de estames (por exemplo, no género Brassica há quatro pétalas e 6 estames); diplostémone, quando o número de estames é o dobro da quantidade de pétalas (o género Kalanchoe, por exemplo, tem quatro pétalas e oito estames) e é polistémone quando o número de estames é mais que o dobro das pétalas (como em Poncirus, com cinco pétalas e numerosos estames).
A disposição helicoidal de numerosos estames é a condição primitiva na divisão das angiospermas, à qual se atribui a poliândria primária. A redução do número de estames (oligomerização) e a tendência à condição cíclica foi uma tendência evolutiva no campo das angiospermas. Inicialmente através da formação de vários ciclos (verticilos) de estames, depois dois (diplostemonia) e, finalmente, apenas um (aplostemonia). No entanto, em algumas linhagens de angiospermas não é raro que o número de estames aumente (poliândria secundária), fenómeno que se observa em espécies que oferecem aos seus polinizadores uma quantidade de pólen particularmente grande.
Número e inserção dos estames
Dependendo do número de estames e de sua disposição em verticilos, diferentes tipos de androceu podem ser distinguidos:
- Plastémone ou poliândrico: muitos estames, arranjados helicoidalmente (forma original do androceu);
- Poliândrico secundário: muitos estames, verticilados em grande número de verticilos;
- Diplostémone: estames são dispostos em dois verticilos (reduzidos);
- Haplostémone: o androceu consiste em apenas um verticilo (reduzido).

Dimensão e disposição dos estames
As partes que constituem os estames podem variar em tamanho, podendo estar livres ou parcialmente fundidas. Tendo em conta essa variabilidade, os tipos de androceu são:
- Apostémone: os estames são livres uns dos outros.
- Diadelfo: os estames são unidos pelos filamentos formando dois conjuntos, um com os estames presos e um livre.
- Dídimo: os estames estão dispostos em duas partes iguais.
- Didínamo: os estames são dispostos em dois pares iguais, geralmente um par mais curto que o outro.
- Fasciculado: os estames têm originam num mesmo ponto, formando um feixe.
- Ginosténio ou ginandro: os estames estão ligados aos estiletes.
- Monadelfo: com os estames unidos pelos filamentos do estilete formando um conjunto.
- Petalostémone: os estames são presos por filamentos à corola e as anteras são livres.
- Poliadelfo: os estames aparecem unidos pelos filamentos, formando três ou mais conjuntos.
- Poliândrico: os estames apresentam-se em número indefinido e livres.
- Singénico: os estames são unidos pelas anteras e os filamentos são livres.
- Tetradínamo: com os estames formando dois conjuntos, um com quatro longos filamentos e outro com dois conjuntos, cada um com três estames.

Posição, inserção e deiscência das anteras
Entre as famílias de angiospermas há variação na posição, estrutura e inserção das anteras. A posição da antera em relação ao filamento pode ser de quatro tipos:
- Adnadas: as anteras são unidas em todo o seu comprimento, sendo também designadas neste caso por 'paralelas'.
- Divergente: as anteras estão posicionadas em ângulo agudo em relação ao filamento.
- Transversal: as anteras aparecem transversais em relação ao eixo do filamento.
- Oblíqua: uma teca é mais baixa que a outra.

A antera pode estar ligada ao filamento em dois pontos, o que determina o seu tipo quanto à fixação:
- Basifixa: quando o filamento está preso à base da antera;
- Dorsifixa: quando o filamento está preso à antera por um ponto situado no lado dorsal desta, que nesse caso é também designada 'versátil'.

De acordo com a posição e forma da linha de deiscência das anteras, estas podem ser classificados sob os seguintes critérios:
- Introrsas: quando as anteras se abrem para o interior da flor;
- Extrorse: quando as anteras se abrem para fora da flor.

Dependendo da linha de deiscência, podem ser de quatro tipos:
- Longitudinal: a deiscência é através de uma linha ao longo da teca ou lobo;
- Poricida: a deiscência ocorre no ápice da antera;
- Transversal: a deiscência é através de uma linha transversal;
- Valvar: a deiscência ocorre por poros recobertos por tecido conjuntivo.